# 余所者
余所者（よそもの）とは、他の地域あるいは社会から来た人のこと。

## 概念
余所者という言葉は社会移動の結果、その社会へ帰属しない者として判定されることによって生じるラベリングの一種である。余所者というレッテルは旅行者など個人に付与される場合や、移民など集団に対して付与される場合もある。余所者は一般には「厄介者」「侵入者」などネガティブな文脈で用いられることが多いが、ジンメルが示唆したように、ヨーロッパの歴史において古くから見られる商人や金融家など、正式なメンバーではないが社会にとって重要な役割を持つ準メンバーとして受容される余所者も存在する。
社会学では、余所者が社会に参入したときに起きる社会現象を対象として研究が行われてきた。ジンメルは著書『社会学』のなかで、余所者について「今日訪れ来て明日去りゆく放浪者」ではなく、「今日訪れて明日もとどまる者」であり「旅は続けないにしても来訪と退去という離別を完全には克服していない者」「潜在的な放浪者」と定義し、余所者を移動者と定住者の両方の性質を併せ持つものと位置づけた。
アルフレッド・シュッツは『他所者論』において、出自のアイデンティティを維持しつつ、別の社会集団に接近し帰属を志望する移民型の余所者モデルを想定し、ある社会集団の中に置かれた余所者の態度について、余所者は自らの人生観や常識を揺さぶられる経験を重ねることで、自己の内面を含めて客観的な物の見方を得るようになること、余所者は忠誠心が曖昧に見られがちであり、その社会の日常に埋没しきれない状態が長引くほど、その傾向は強くなること、という2つの特徴を論じた。
集団意識や身内意識の強い閉鎖的社会に住む人は、外部に関する排他性を有し、見ず知らずの人に対して驚くほどに、冷淡な態度を取ることがある。特定の場所で差別者から余所者に定義付けされた場合、病的な被差別者への睨み付け、横柄な態度で怒鳴りつけるなどの脅迫や、陰湿な舌打ち、社会的な無視など極端な嫌がらせを受けることもある。
R.E.パークは、多くの移民が直面する、ホスト社会への接近が果たされず帰属が不明瞭なままに社会から排除された状態を「マージナル・マン」と呼んだ。